# Parco nazionale Nini-Suhien
Il Parco nazionale di Nini-Suhien (in inglese Nini-Suhien National Park)  è un parco nazionale del Ghana. Prende il nome dai fiumi Nini, che delimita il confine settentrionale del parco, e Suhien che ne attraversa il territorio. 
Il parco si trova nella parte sudoccidentale del paese poco distante dal confine con la Costa d'Avorio. Insieme alla Ankasa Resources Reserve fa parte della Ankasa Conservation Area che ha una superficie complessiva di circa 500 km².

## Fauna
Nel parco sono presenti 43 specie di mammiferi tra i quali l'elefante africano della foresta, il bongo, il cefalofo dal dorso giallo e 10 specie di primati tra i quali il cercopiteco diana e lo scimpanzé dell'Africa occidentale. Le specie di uccelli presenti sono 263.
La densa rete di corsi d'acqua ospita numerosi rettili fra i quali l'osteolemo

## Flora
Il parco è ricoperto da una fitta foresta con oltre 300 specie di piante inventariate in un solo ettaro di superficie. 